# Antonio Castellanos Basich
Antonio Castellanos Basich (Ciudad de México, 23 de marzo de 1946) es un escultor mexicano. 

## Biografía

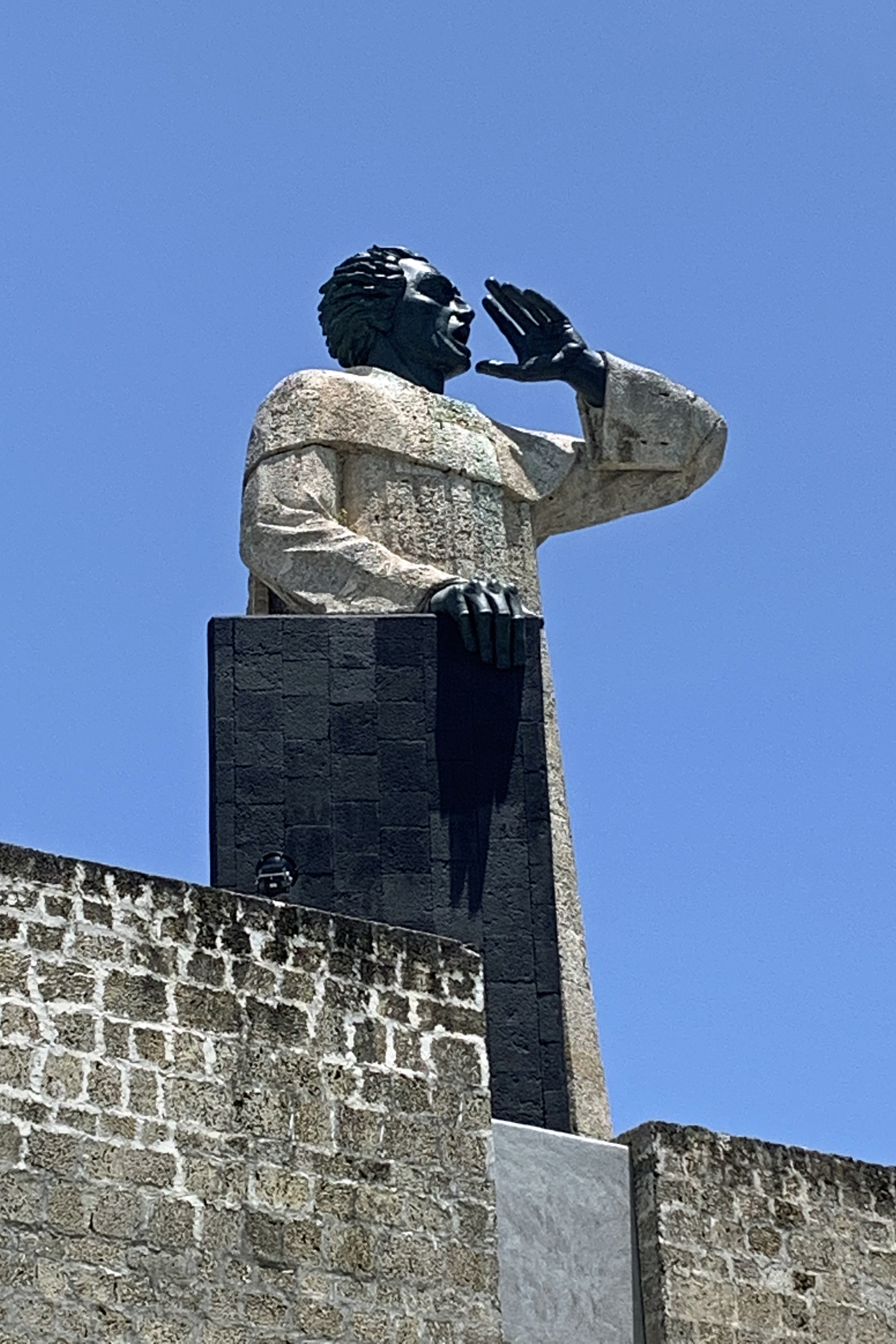
Fray Antonio de Montesinos escultura de Antonio Castellanos Basich

Hijo del pintor Julio Castellanos y de Zita Basich Leija. Estudió dibujo en la Escuela Nacional de Artes Plásticas y pintura y escultura en el Instituto Nacional de Bellas Artes (INBA). A partir de 1964 continuó su formación con el escultor Federico Canessi. Tiene especial afición por la arquitectura, en la que ha incursionado como asesor de proyectos para algunos arquitectos mexicanos. 

## Obra
Podemos encontrar, entre su amplia obra pública en México y en el extranjero: 17 medallones para el Salón del Congreso de los Constituyentes en el Palacio Nacional, Ciudad de México; el busto de Gerardo Murillo-Dr. Atl en la Rotonda de los Hombres Ilustres, Panteón de Dolores, Ciudad de México; la tumba de Cuauhtémoc en Ixcateopan, Guerrero; el monumento a Fray Antón Montesino en Santo Domingo, República Dominicana; altorrelieve del Maíz para el Museo Amparo en la ciudad de Puebla; esculturas de San Juan Diego y Fray Juan de Zumárraga para el Atrio de la Basílica de Guadalupe, México, D.F.; altorrelieve de la Virgen de Guadalupe y de las visitas de su Santidad Juan Pablo II a la Ciudad de México, para la capilla de la Virgen de Guadalupe en la Basílica de San Pedro, Ciudad del Vaticano, Roma, Italia; 53 medallones de los miembros del Seminario de Cultura Mexicana, Ciudad de México; altorrelieve del Arq. Pedro Ramírez Vázquez en el Museo Nacional de Antropología, Ciudad de México; puertas y medallón para el mausoleo de Adolfo López Mateos, Atizapán de Zaragoza, estado de México; grupo escultórico de la Cruz de la Evangelización, Ciudad de México; escultura de San Juan Diego y la Virgen de Guadalupe en City of Youth, Des Plaines, Illinois Estados Unidos; escultura de Alejandro de Humboldt en la Alameda Central, Ciudad de México; Medallón de Diego Rivera para la Plaza San Jacinto, San Ángel, México, D.F; esculturas de mártires mexicanos para el Museo de los Caballeros de Colón (Knights of Columbus Museum), New Haven, Connecticut, EUA; escultura del Lic. Emilio Rabasa Estebanell para la Suprema Corte de Justicia de la Nación, México, D.F; busto del Dr. Ramón de la Fuente Muñiz, Secretaría de Salud (México).
Recientemente ilustró a través de diversos medallones el libro Y la luna siempre es una (editorial CIDCLI), el cual recibió el XII Premio Internacional del Libro Ilustrado Infantil y Juvenil.